# Zoborhegy téri Regnum Marianum templom és közösségi ház
A Zoborhegy téri Regnum Marianum templom és közösségi ház egy katolikus templom Budapesten. A Rákosi-rendszer által lerombolt városligeti Regnum Marianum templom jogutódja, 1991-ben épült közösségi ház és 1995-ben épült templom. Modern, különleges építészeti megoldásokkal felépült templom. Az altemplom mellett kegyeleti hely található.

## Látnivalók
A plébániakertben az 1951-ben lerombolt, majd 1989-ben feltárt városligeti Regnum Marianum templom építészeti maradványai tekinthetők meg. Olvasható a templom történeti leírása, amit fotók és vázlatrajzok egészítenek ki.
A közösségi házban található Zugló Helytörténeti Gyűjteménye. A kiállítási anyag bemutatja Rákosmezőt, korabeli térképek, írások, vázlatok és tárgyi eszközök gazdag tárlatával. Megtekinthető egy 19. sz. végi, zuglói családi ház enteriőrje, a hozzá tartozó konyha, kamra, műhely berendezésével.
A Liturgikus és Ötvösművészeti Kiállítás egyedi ritkaságai mintegy 500 esztendőt ölelnek át. A tárlat legrégibb darabja az 1500-as évek elejéről való textília. Bemutatja továbbá az árász díszítést, amely arany szállal (itt fehér arany) való szövést jelent és byroni művészek keze által készült. Megtekinthető egy 1779-ből való miseruha is, Mária Terézia monogramjával ellátva. Külön vitrinben kaptak helyet a természet ékköveiből az emberi kéz munkája által létrehozott alkotások: egyetlen gyöngyházkagylóból egy betlehemnek az ábrázolása, valamint borostyánból barokk szenteltvíz tartó. Itt kapott helyet a Hummel Műhely bemutatója is: szentségtartók, mise- és áldoztató kelyhek, keresztelési felszerelések a különleges, hólyagos filligrámdíszítéssel.
A Zsolnay fehérporcelán-gyűjtemény a 2003-as Zsolnay-emlékév egyetlen hazai tárlata volt. A 19. században Zuglóban épült Zsolnay porcelángyár (államosítás után Budapesti Porcelángyár) dokumentációs és tárgyi eszközeinek gyűjteménye ez.
Az Ezeréves Magyarország kiállítás 800 m²-es területen tekinthető meg. Külön egységei a Bárdos Lajos Emlékkiállítás, az Egyházmegyei Bemutató, a Téglagyűjtemény és Bormúzeum, a hazai cserkészet történeti áttekintése.

## Ifjúsági közösségek
A regnumos szellemiségnek megfelelően a közösségi ház elsődleges figyelmét szenteli és otthont ad ifjúsági csoportjainak. A Caritas Collectio Egyesület működése a mozgássérültek támogatása, hátrányos helyzetük mérséklése. A hasonló nevet viselő kamarazenekar rendszeresen ad koncertet a templomban.
A közösségi ház otthonát jelenti az 1003. számú Regnum Marianum Cserkészcsapatnak. A csapat 1990-ben alakult. Évről évre több kiscserkész kapcsolódik be munkájukba. Foglalkozásaikat a közösségi ház cserkészszobájában tartják heti két alkalommal, nyaranta pedig cserkésztábort szerveznek.